# Ruth Hanna McCormick
Ruth McCormick, nata Ruth Hanna, nota anche come Ruth Hanna McCormick Simms (Cleveland, 27 marzo 1880 – Chicago, 31 dicembre 1944), è stata una politica, attivista e editrice statunitense.

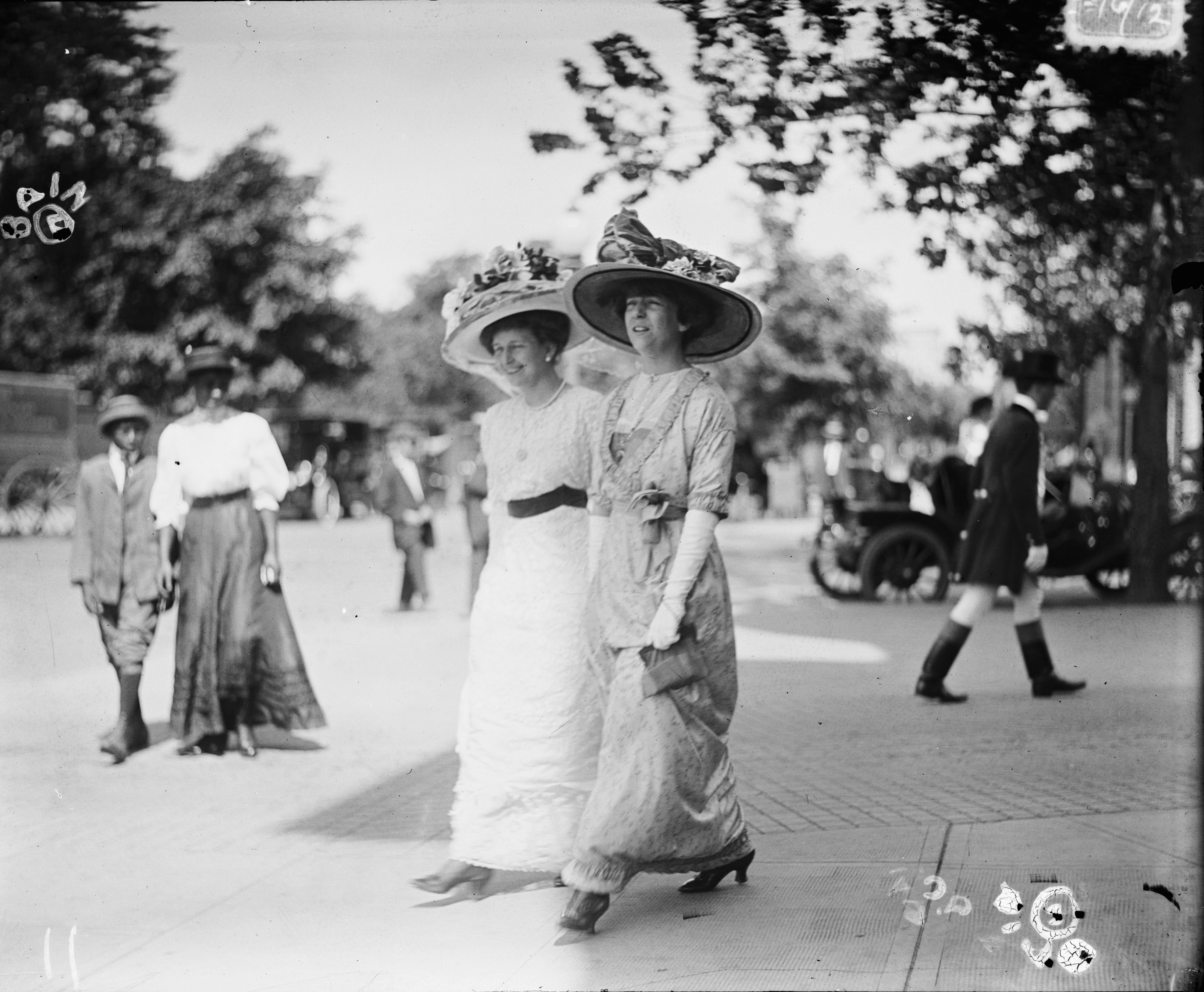
La signora Hitt e la signora Longworth

Prestò servizio per un mandato alla Camera dei rappresentanti degli Stati Uniti, vincendo un seggio generale nell'Illinois nel 1928. Rinunciò alla possibilità di candidarsi alla rielezione per un posto come senatore nel Senato degli Stati Uniti, sede dell'Illinois. Ha sconfitto il senatore in carica Charles S. Deneen nelle primarie del Repubblicano, diventando la prima donna candidata al Senato per un grande partito. McCormick perso le elezioni generali. Un decennio dopo diventò la prima donna a gestire una campagna presidenziale, anche se il suo candidato, Thomas E. Dewey, non riuscì a conquistare la nomina del suo partito.
La politica fece parte della vita della McCormick sin dalla tenera età. Era la figlia di Mark Hanna, senatore e politico che era stato determinante nell'elezione del presidente William McKinley. Imparò la politica osservando suo padre e mise a profitto quelle lezioni per usare la lotta per cause come il suffragio femminile e migliorare le condizioni di lavoro per le donne. Fu determinante nel approvare una parziale legge sul suffragio in Illinois nel 1913, che permetteva alle donne di votare nelle elezioni municipali e presidenziali. Sposò anche due politici, il senatore Medill McCormick e, dopo la sua morte, il deputato Albert G. Simms. Ebbe la fama, il background e la determinazione per costruire una carriera sulle nuove opportunità per le donne nella politica di alto livello. Come portavoce del suffragio e del partito repubblicano rese attraente l'attivismo politico per le donne aderenti.
I suoi sforzi non si limitavano alla politica. Durante la sua vita, mantenne un interesse per l'agricoltura. Possedeva e gestiva ranch in Illinois, Nuovo Messico e Colorado. Possedeva anche diversi giornali, fondando la Rockford Consolidated Newspapers a Rockford, nell'Illinois.

## Primi anni di vita e famiglia
Ruth Hanna nacque il 27 marzo 1880 a Cleveland, Ohio. Era la terza figlia dell'uomo d'affari e politico repubblicano Mark Hanna e Charlotte Augusta Hanna (nata Rhodes). Sua madre discendeva da una ricca famiglia di carbone e ferro del Vermont. Iniziò a cavalcare pony dopo che suo padre gliene regalò uno come quando aveva cinque anni. Invece di cavalcare la sella da donna, come era comune per le ragazze all'epoca, Hanna cavalcava a cavalcioni come facevano i ragazzi. Frequentò la Hathaway Brown School a Cleveland, la Masters School di Dobbs Ferry, New York e la Miss Porter's School di Farmington, nel Connecticut.

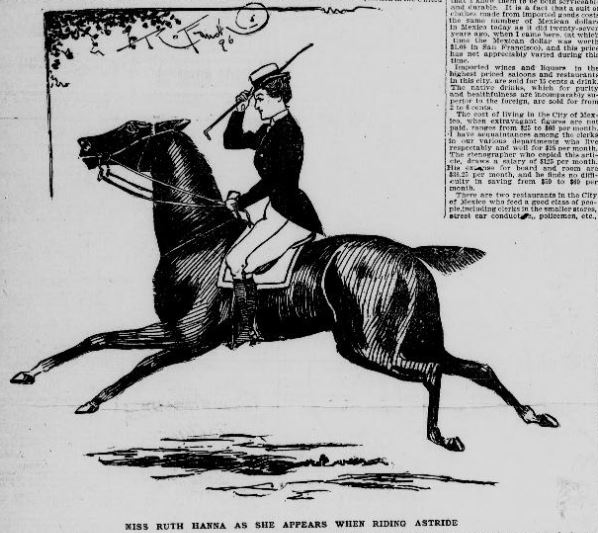
Disegno di Ruth Hanna pubblicato nel 1896

Il padre di Hanna era un caro amico e alleato politico del governatore dell'Ohio William McKinley e spesso ascoltava le discussioni politiche dei due. Nel 1896 Hanna viaggiò nel paese con suo padre, che stava facendo una campagna per il candidato all'allora campagna presidenziale McKinley, mentre gestiva anche la sua campagna per il Senato degli Stati Uniti. Le loro fermate includevano Dakota, dove Hanna intervenne per fare un discorso per suo padre ammalato e Thomasville, in Georgia, dove incontrò il suo futuro marito Joseph "Medill" McCormick. Sia McKinley che il padre di Hanna vinsero le loro campagne, con il padre di Hanna che si guadagnò il soprannome di "The President Maker".
All'età di 16 anni Hanna era un avido cavaliere e non indossava mai vesti femminili. Si diceva che avesse uno spirito indipendente. Uno scherzo che fece sui McKinleys, in cui fece finta di aver ucciso da sola un gattopardo, portò alla notizia che Hanna era una appassionata cacciatrice.
Dopo il liceo Hanna andò a Washington, D.C., per lavorare come segretaria per suo padre che era senatore degli Stati Uniti dell'Ohio. I suoi doveri includevano prendere appunti degli eventi dalla galleria del Senato. Suo padre ospitò colazioni politiche nella loro casa di Washington, D.C. dove Hanna avrebbe socializzato con élite politiche, tra cui i presidenti McKinley e Theodore Roosevelt. Era ben nota nei circoli sociali di Cleveland, Washington, DC e Chicago. Sebbene la sua famiglia fosse ricca, Hanna non limitò mai la cerchia dei suoi amici in base al proprio rango sociale.
Nel 1902 Hanna si fidanzò con Medill McCormick. Si sposarono il 10 giugno 1903, con il presidente Roosevelt che partecipò al matrimonio. Come Hanna, Medill proveniva da una famiglia ben collegata. Suo nonno, Joseph Medill, iniziò il Chicago Tribune, che la famiglia continuò a possedere. Hanna e Medill ebbero tre figli: Katrina (nata nel 1913), John Medill (nato nel 1916) e Ruth "Bazy" (nato nel 1921).

## Gli inizi della carriera

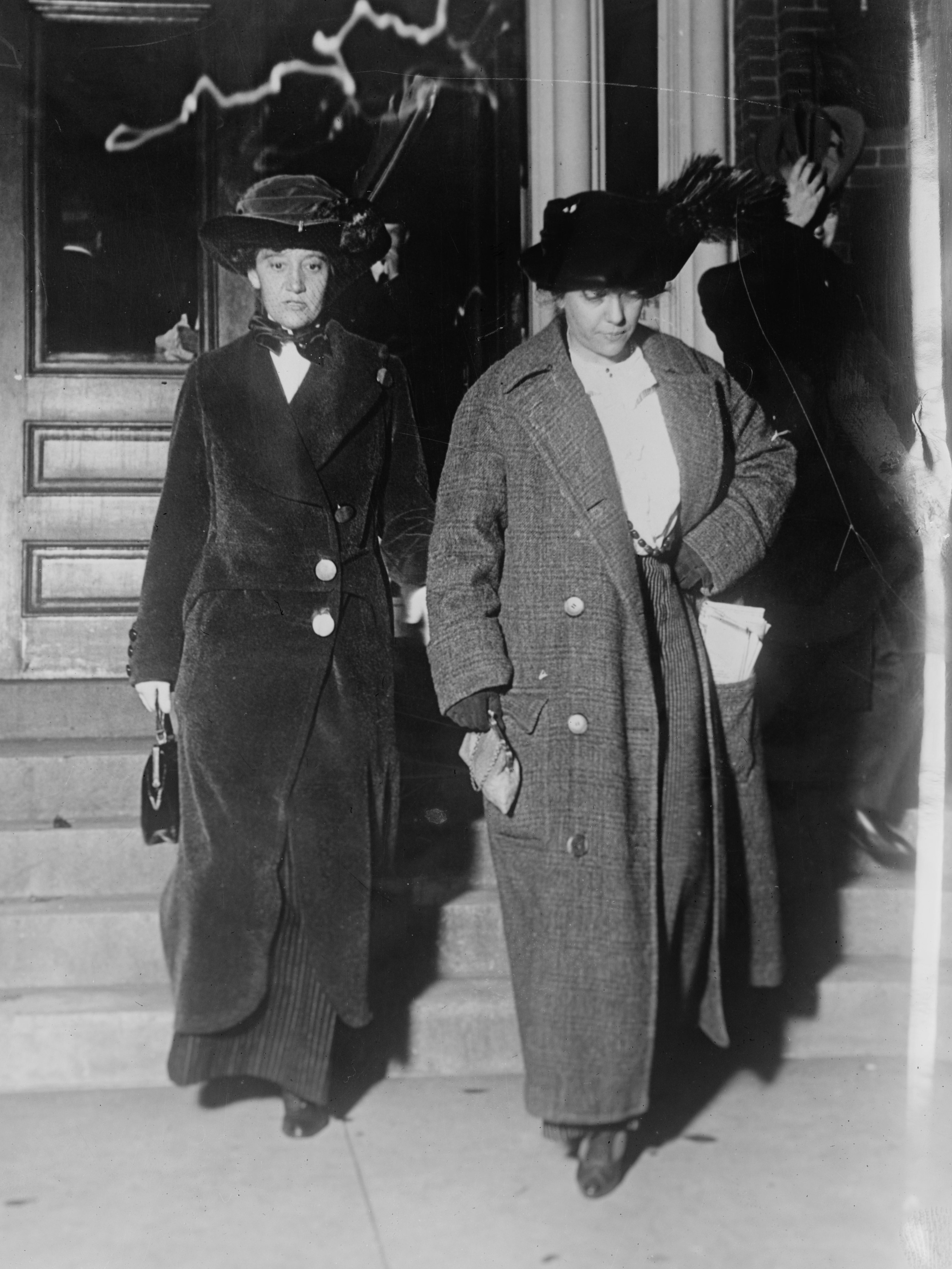
Ruth Hanna McCormick (a sinistra) e Alice Roosevelt Longworth lasciano il Mercy Hospital nel 1912

Ruth Hanna McCormick, dopo essersi sposata, si trasferì a Chicago, dove Medill lavorò brevemente come editore del Chicago Tribune. Anche lei iniziò a lavorare sul giornale. I McCormick erano una coppia ricca, {p. 190} e la loro ricchezza aumentò quando, meno di un anno dopo il loro matrimonio, il padre della McCormick morì, lasciandola uno dei principali beneficiari della proprietà di $3 milioni di suo padre (equivalenti a $97.711.111 nel 2022).{p. 190} Nonostante la loro ricchezza personale, la coppia viveva all'Università di Chicago Settlement, che introdusse Ruth a molte donne lavoratrici che la aiutarono a capire i problemi che affrontavano. Durante il loro periodo di tempo di vita a Chicago, Ruth possedeva una fattoria da latte per fornire latte non contaminato alla gente del posto, come parte del movimento per gli alimenti puri.
Nel 1908 la McCormick era membro del Comitato per il benessere delle donne, un'organizzazione per aiutare i lavoratori. Era anche un membro attivo del Women's City Club di Chicago, un gruppo che cercava di convincere i legislatori ad approvare la legislazione per aiutare le donne, ma scoprì che le preoccupazioni delle donne venivano messe da parte perché non erano elettrici. Questa osservazione la portò a diventare una suffragetta. Nel 1911 lei e suo marito vissero in Francia e Gran Bretagna dove studiarono la politica europea. Al suo ritorno negli Stati Uniti, la McCormick si unì al Partito Progressista del 1912. Aveva a lungo sostenuto il leader del partito progressista Theodore Roosevelt e aveva trovato il passaggio coerente con i principi di suo padre, anche se era stato un convinto repubblicano. Anche suo marito si unì al partito progressista, aggiudicandosi un posto nell'Assemblea generale dell'Illinois nello stesso anno. La McCormick fu presidente della sezione welfare femminile della National Civil Federation.

### Il suffragio

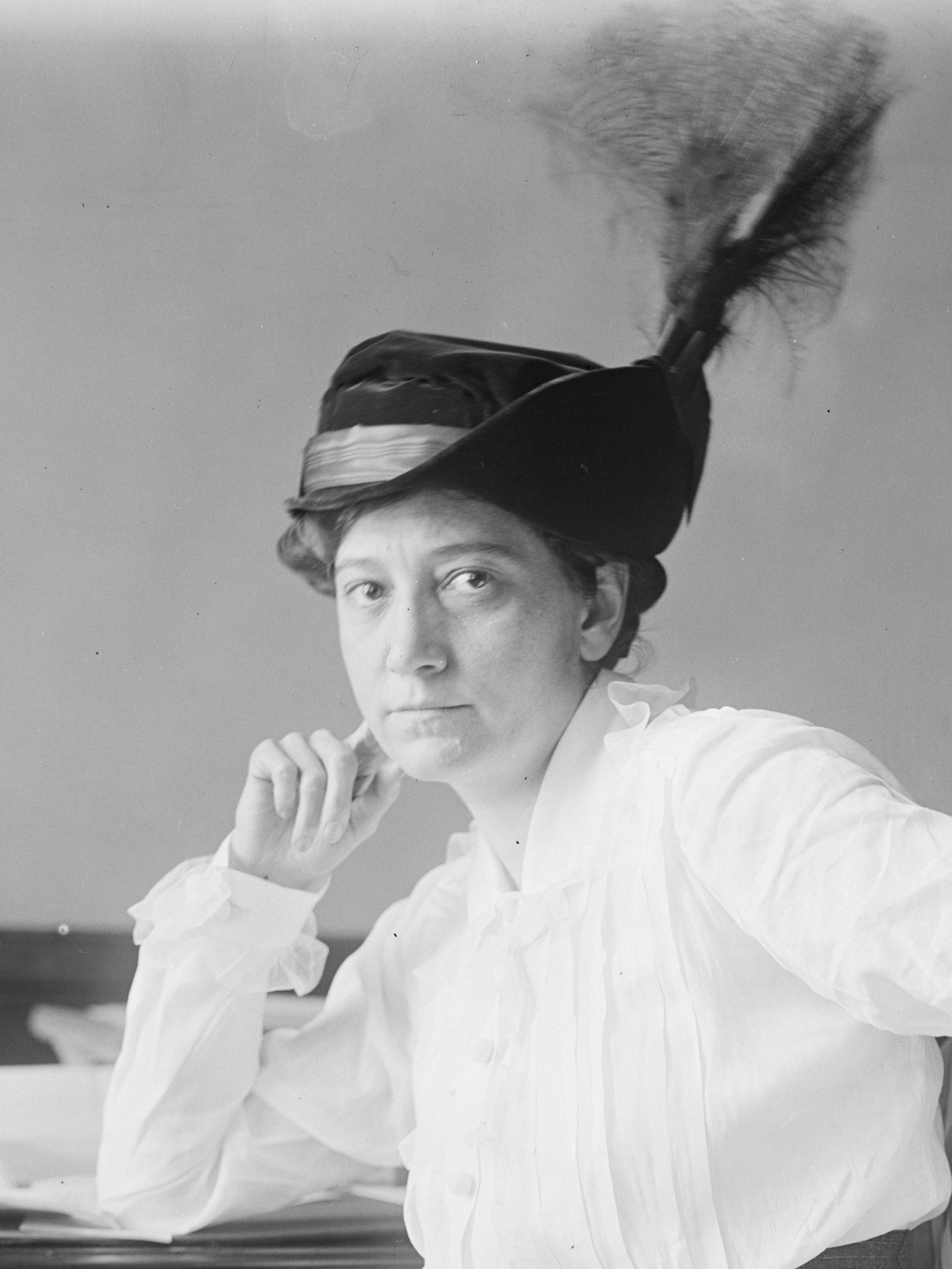
Ruth Hanna McCormick, 1914

La McCormick lavorò a stretto contatto con Grace Wilbur Trout per emanare una parziale legislazione sul suffragio in Illinois, che diede alle donne il diritto di voto nelle elezioni municipali e presidenziali. I suffragisti dell'Illinois hanno perseguito il suffragio parziale perché il suffragio pieno richiedeva un referendum pubblico che gli attivisti credevano che potessero perdere. L'Illinois aveva spesso approvato tale legislazione attraverso una Camera della legislatura prima che alla sua alla fine si fermasse. McCormick ha adattato le tecniche che aveva imparato da suo padre per escogitare una campagna per fare pressione su ogni membro della legislatura. Trout, McCormick e i loro collaboratori si sono incontrati con ogni legislatore ed erano presenti nella capitale statale ogni giorno della sessione legislativa del 1913 fino a quando la misura non approvò entrambe le camere. Il governatore Edward F. Dunne firmò il contratto del suffragio parziale il 26 giugno 1913, regalando a Ruth una delle penne usate per la firma. Con l'emanazione della legge, oltre un milione di donne guadagnarono il diritto di voto, raddoppiando il numero di donne elettrici a livello nazionale.

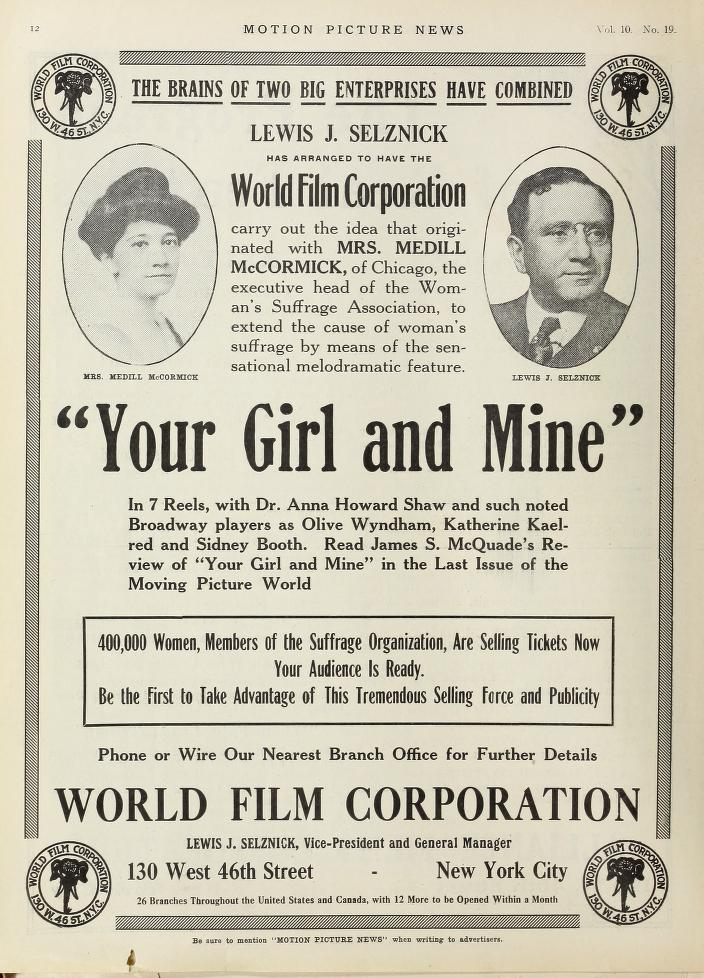
Pubblicità cinematografica Your Girl and Mine: A Woman Suffrage Play, 1914

Ruth McCormick rimase un'attiva collaboratrice per il suffragio nazionale fino a quando il Diciannovesimo emendamento non fu ratificato. Nel 1913 divenne presidente del comitato congressuale per la National American Woman Suffrage Association (NAWSA). Assunse la leadership da Alice Paul, che continuò a formare l'unione congressuale come organizzazione separata del suffragio nazionale. La nuova posizione trasferì la McCormick dall'Illinois a Washington, DC, dove trovò prontamente un nuovo quartier generale per il comitato. Da quel quartier generale le fu assegnato il compito di ottenere più candidati pro-suffragio eletti negli uffici a livello statale. Durante il suo periodo come leader del comitato congressuale, la McCormick e Lewis J. Selznick della World Film Corporation produssero il melodramma Your Girl and Mine, che aveva lo scopo di aiutare a ottenere supporto per il movimento del suffragio.{pp. 431–43} Il film non circolò mai molto, nonostante la lode critica da parte dei revisori di film contemporanei, perché l'accordo di distribuzione tra NAWSA e la World Film Corporation andò in pezzi poco dopo la premiere nel 1914 e il film fu limitato a proiezioni private.{pp. 433–44}. La McCormick mostrò solidarietà con gli attivisti neri. Marciò accanto a Irene McCoy Gaines in una parata del suffragio di Washington, D.C., un anno dopo che la NAWSA aveva insistito sul fatto che le donne nere avrebbero dovuto marciare separatamente.{pp. 190–91} Come presidente del comitato elettorale, la McCormick donò un elefante d'oro da fondere e rivendere per aiutare a finanziare il suffragio in diversi stati. L'elefante era stato un dono dei membri del Comitato Nazionale Repubblicano (RNC) per ringraziare la McCormick per aver viaggiato nel paese come parte della campagna McKinley.

### Ritorno alla politica del Partito Repubblicano

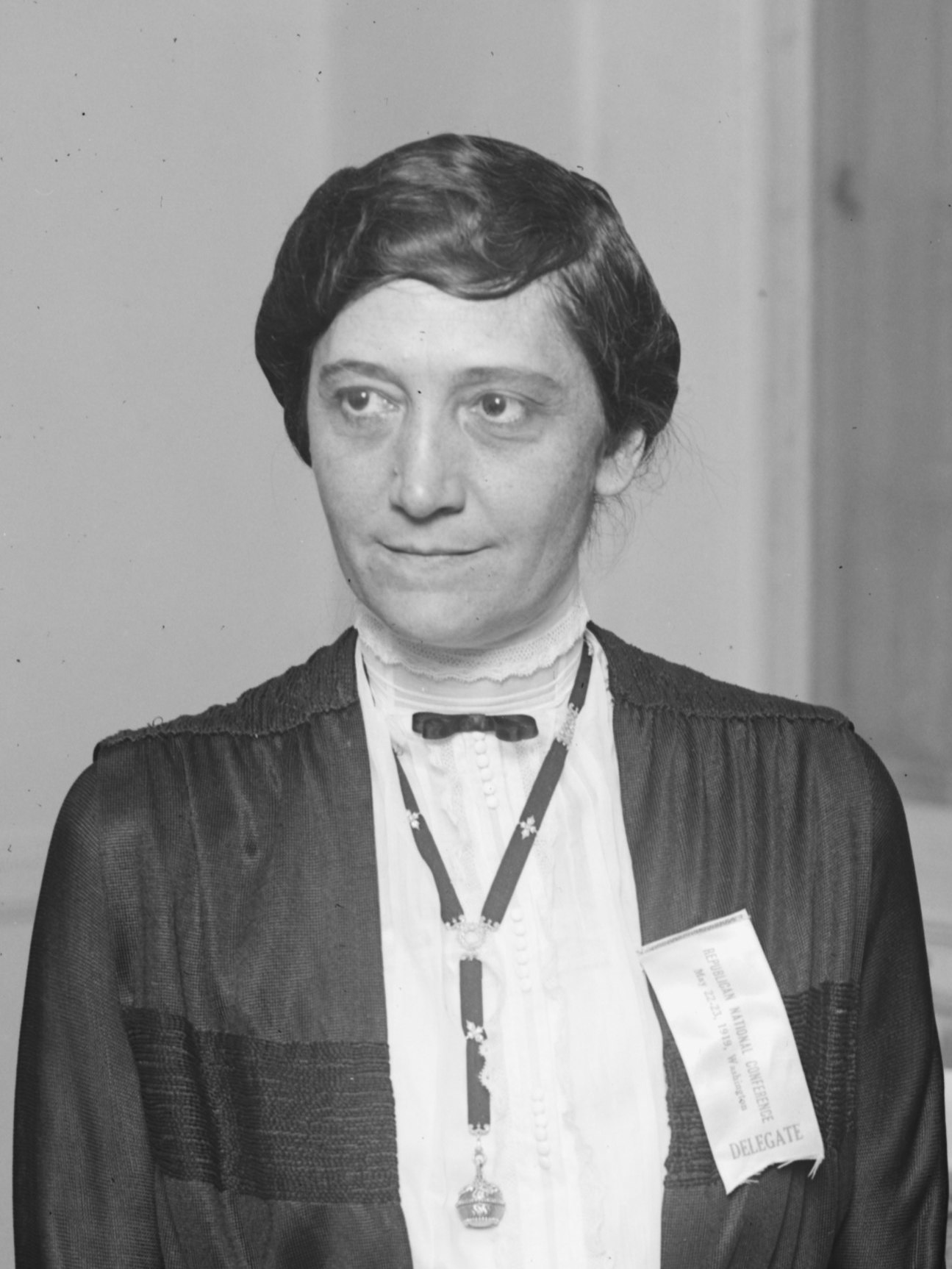
Ruth Hanna McCormick, presidente del Comitato esecutivo nazionale delle donne repubblicane alla Conferenza nazionale repubblicana, 22-23 maggio 1919 a Washington, DC.

Medill prestò servizio per un mandato alla Camera dei rappresentanti degli Stati Uniti prima di essere eletto al Senato degli Stati Uniti dall'Illinois nel 1918. La McCormick fu molto impegnata nella carriera politica di suo marito che spesso le attribuiva il merito del suo successo. Nel 1918 Ruth fu presidente del comitato esecutivo della prima donna della RNC. In qualità di presidente ideò un piano per convincere le donne a diventare membri attivi del Partito Repubblicano in tutto il paese. Si dimise dall'incarico dopo meno di un anno a causa delle cattive condizioni di salute. Successivamente divenne un membro associato della RNC, posizione che mantenne dal 1919 al 1924. Nel 1924 divenne la prima donna eletta in un comitato nazionale dell'Illinois e prestò servizio fino al 1928.
Quando non era impegnata dalla politica, la McCormick gestiva la sua fattoria di 1.500 acri nell'Illinois. La fattoria a Byron, nell'Illinois, fungeva da caseificio modello e rimase aperta mentre altre fattorie simili chiudevano perché non redditizie. La McCormick e i suoi figli trascorrevano del tempo alla fattoria durante i mesi estivi.
Medill perse le primarie repubblicane nel 1924 contro Charles S. Deneen. Mesi dopo, il 25 febbraio 1925, mentre si preparava a lasciare l'incarico, Medill morì.  Sebbene all'epoca non fosse stata pubblicizzata come tale, la sua morte fu considerata un suicidio. Uno dei fattori che portarono al suo suicidio fu la sua sconfitta nelle elezioni del 1924. Medill era tornato a Washington, D.C. giorni prima della sua morte, mentre la McCormick rimase indietro per trascorrere del tempo con la sua cara amica di 30 anni Alice Roosevelt Longworth, dopo la nascita del suo primo figlio. Nel suo dispiacere Ruth prese in considerazione l'idea di abbandonare lei stessa la politica. Fu su sollecitazione della Longworth che decise di continuare.
Due mesi dopo la scomparsa di Medill Ruth si lanciò a lavorare alla Fiera Mondiale della Donna come direttore generale e come membro del consiglio di amministrazione dell'evento. L'obiettivo dell'evento era dimostrare il progresso delle donne. Come parte delle sue responsabilità la McCormick reclutò il presidente Calvin Coolidge e la First Lady Grace Coolidge a partecipare all'apertura della Fiera.

## Carriera congressuale
La McCormick era convinta che suo marito avesse perso le primarie a causa della mancanza di impegno delle elettrici repubblicane. Rivolse la sua attenzione all'organizzazione delle donne repubblicane, avviando club femminili repubblicani in 90 delle 102 contee dell'Illinois. Utilizzò quella base elettorale appena mobilitata quando, nel 1928, partecipò a una corsa alle primarie fortemente contestata per uno dei seggi congressuali più ampi dell'Illinois. Nelle elezioni primarie dell'aprile 1928, finì al primo posto tra otto candidati, inclusi due membri del Congresso in carica, vincendo una delle due nomination repubblicane. Nel novembre 1928 si aggiudicò il primo posto alle elezioni generali con 1.711.651 voti, eletta insieme a quello in carica Il totale dei suoi voti fu una quota di voti maggiore rispetto a qualsiasi altro repubblicano in carica nell'Illinois, oltre al candidato alla presidenza Herbert Hoover e maggiore di qualsiasi altro membro della Camera dei Rappresentanti quell'anno. La McCormick fu una delle otto donne elette per far parte del 71º Congresso degli Stati Uniti e una delle tre donne elette per la prima volta. Quando entrò al Congresso si era costruita una reputazione come astuta politica grazie ai suoi anni di lavoro con suo marito e alla sua capacità di destreggiarsi tra le fazioni politiche dell'Illinois.
Una volta al Congresso fu nominata membro della commissione della Camera per gli affari navali. Fu la prima donna a far parte dell'influente comitato.{p. 86} Sebbene non fosse stata inserita nel comitato per l'agricoltura, nonostante la sua conoscenza dell'argomento, promosse la legislazione per alleviare la sovrapproduzione agricola.{p. 86} Lavorò per garantire Oscar DePriest, eletto per rappresentare il Primo Distretto Congressuale dell'Illinois, che si insediò nonostante le obiezioni dei sudisti che volevano bloccare il posto di un afro-americano.{p. 203} Sostenne una proposta di emendamento al Census and Reapportionment Bill che mirava ad applicare il XIV emendamento, includendo nel censimento gli individui privi di diritto di voto in età di voto.{pp. 203–04} Aiutò anche gli elettori veterani della Guerra ispano-americana che avevano difficoltà con le loro pensioni.{p. 86}

### Campagna per il Senato degli Stati Uniti

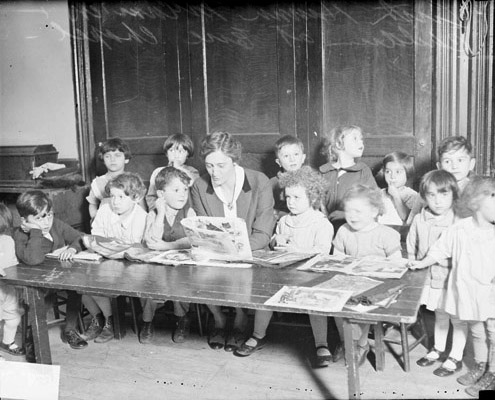
Ruth Hanna McCormick legge con i bambini nel 1929.

Nel settembre 1929 la McCormick annunciò la sua intenzione di candidarsi al Senato contro il repubblicano in carica Charles S. Deneen, che aveva vinto il seggio contro suo marito nel 1924 Cercò la nomina in un momento in cui nessuna donna era mai stata eletta al Senato. A ottobre era tornata in Illinois, visitando le varie contee dello stato per raccogliere sostegno mentre Deneen era bloccato a Washington, D.C., per affari del Senato. In qualità di proprietaria di un'azienda agricola dell'Illinois, ottenne il sostegno degli agricoltori dello stato, in particolare di quelli del sud. Fece anche una campagna per la sua opposizione alla Corte internazionale di giustizia. Sconfisse Deneen nelle primarie repubblicane del 1930 (dal 51% al 35%), diventando la prima donna candidata a un importante partito al Senato. La sua vittoria dimostrò un forte sostegno per lei in tutto lo stato, compresa una presentazione sorprendente a Chicago dove aveva ottenuto il sostegno del sindaco William Hale Thompson, che aveva anche una rivalità con Deneen. La McCormick testimoniò poi che la campagna era costata $252.572 del proprio denaro (Iequivalenti a $4.424.538 nel 2022), con fondi aggiuntivi raccolti dai parenti.
Per le elezioni generali si scontrò con l'ex senatore candidato democratico J. Hamilton Lewis. Lewis aveva precedentemente perso il seggio a favore di Medill nel 1918. William Thompson, che aveva sostenuto la McCormick alle primarie, diede il suo sostegno a Lewis nelle elezioni generali.{p. 198} Una questione controversa nella campagna fu il proibizionismo, che la McCormick sosteneva e Lewis no. Tuttavia alcuni proibizionisti pensavano che lei non fosse sufficientemente impegnata nel proibizionismo e molti disertarono a favore della campagna "repubblicana indipendente" di Lottie Holman O'Neill. Anche l'alto costo della campagna per le primarie della McCormick diventò un punto di attacco nelle elezioni generali, con Lewis che la accusò di cercare di comprare le elezioni.{p. 198} Lewis sottolineò anche di non riferirsi alla McCormick per nome, chiamandola invece "la signora candidata".{p. 189} Lei si rifiutò di fare del suo genere un problema, definendo le differenze di genere una questione di personalità e insistendo che il partito politico contava di più nelle elezioni generali.{p. 201} Sfortunatamente per lei il 1930 fu un anno difficile per i candidati repubblicani, poiché l’anno prima era avvenuto il crac finanziario del 1929. La McCormick perse le elezioni, 64% contro 31%.{p. 198} Il suo mandato come deputata terminò il 3 marzo 1931.

## Anni successivi
Nel 1930 Ruth McCormick acquistò tutti e tre i giornali di Rockford, Illinois. Formò poi la Rockford Consolidated Newspapers come editore del Rockford Register-Republic e del Rockford Morning Star. Dopo aver lasciato il Congresso la McCormick visse a Colorado Springs, Colorado. I suoi due figli più piccoli frequentavano la scuola lì mentre Katrina, la maggiore, era iscritta alla Columbia University. Il 9 marzo 1932 sposò il politico Albert G. Simms del Nuovo Messico, che incontrò quando sedevano uno accanto all'altro prestando servizio insieme al Congresso.  Simms aveva perso la rielezione nel 1930 e risiedeva ad Albuquerque.
Dopo il loro matrimonio, McCormick e Simms si trasferirono a Los Poblanos, un ranch di 800 acri ad Albuquerque. McCormick assunse John Gaw Meem per ampliare il ranch esistente nella proprietà e successivamente per costruire il Centro Culturale La Quinta che comprendeva una biblioteca, una sala da ballo, una galleria d'arte e una piscina. Insieme, Simms e McCormick erano una delle coppie più ricche del New Mexico e usarono la loro fortuna per diversi sforzi filantropici.{p. 1664} Fondarono la Sandia School nel 1932 e la Manzano Day School nel 1938.{p. 1664} La McCormick fu il secondo presidente dell'Albuquerque Little Theatre.{p. 1672}
Ruth McCormick rimase attiva nella politica del Partito Repubblicano. Divenne la prima donna a prestare servizio come presidente di una delegazione della convenzione quando presiedette la delegazione del New Mexico alla Convenzione nazionale repubblicana del 1936. Nel 1937 vendette la sua azienda lattiero-casearia nell'Illinois e acquistò un ranch di bovini e ovini di 250.000 acri in Colorado. {p. 87} Nel giugno del 1938 suo figlio, John Medill, scomparve mentre scalava una montagna con un amico sui Monti Sandia. Il suo corpo fu ritrovato in montagna dopo diversi giorni di ricerche. Non molto tempo dopo la perdita, McCormick si fratturò l'anca, riducendo le sue attività.
Otto anni dopo aver lasciato l'incarico, annunciò il suo ritorno alla politica in vista delle Elezioni presidenziali del 1940. Ancora una volta si gettò in politica, co-gestendo la campagna presidenziale di Thomas Dewey del 1940, diventando la prima donna ad assumere un ruolo del genere in una campagna presidenziale. Mentre si stava riprendendo dalla frattura, la McCormick si era recata a New York, dove convinse suo cugino, il redattore del New York Daily News Joseph Medill Patterson, a permetterle di partecipare a una cena in cui Dewey era ospite. La McCormick e Dewey strinsero un'amicizia e lei divenne una delle prime e ardenti sostenitrici della sua campagna presidenziale. Con la sconfitta di Dewey alle primarie, lei continuò a sostenere il candidato presidenziale repubblicano Wendell Willkie.
Dopo la sconfitta della campagna di Dewey e la conversione della Sandia Preparatory School in un ospedale militare, la McCormick trascorse la maggior parte del suo tempo in Colorado, dove si concentrò sulla gestione del suo ranch. Cercò di offrire consigli politici a Dewey mentre cercava di nuovo la presidenza nel 1944, ma lui era diffidente nei confronti del suo isolazionismo.

## Morte ed eredità
Nell'ottobre 1944 Ruth cadde da cavallo, provocandosi un infortunio alla spalla. Poco dopo essere stata dimessa dall'ospedale, le fu diagnosticata una pancreatite. Il suo pancreas si ruppe il 4 dicembre e morì il 31 dicembre 1944 a Chicago. Fu sepolta ad Albuquerque. In suo onore i commissari della città e della contea di Albuquerque, la Banca nazionale di Albuquerque e la Manzano Day School chiusero tutti per il suo funerale.
Dopo la sua morte Albert Simms donò oltre 12.000 acri di terreno all'Accademia di Albuquerque. Nel 1974 la scuola aprì un centro di belle arti intitolato a Simms e McCormick. La Camera di Commercio di Rockford rinominò postumo McCormick la sua Business Hall of Fame dell'Illinois settentrionale.

## Osservazioni
1. ↑  Il diritto di voto come governatore e legislatore statale avrebbe richiesto un emendamento alla costituzione dello stato e non erano previsti dalla normativa.
2. ↑  Per coincidenza, anche le altre due donne elette al Congresso per la prima volta si chiamavano Ruth: Ruth Bryan Owen e Ruth Pratt.
3. ↑  La scuola più tardi cambiò il suo nome in Sandia Preparatory School.